# Teuscheria
Teuscheria là một chi lan gồm 8 loài bản địa ở Trung Mỹ và Nam Mỹ. Chi được đặt tên cho Henry Teuscher.